# Список іноземних добровольців, загиблих під час російського вторгнення в Україну (Україна)
У статті наведено список загиблих іноземних добровольців у ході повномасштабного вторгнення російських військ в Україну з 24 лютого 2022 року. Нижче подано дані про іноземців, людей без громадянства та осіб, які прийняли громадянство України після 23 лютого 2014 року і загинули в боротьбі за незалежність та суверенітет України. У період повномасштабного вторгнення Росії в Україну 24 лютого 2022 року. До захисту України долучились численні іноземні добровольці в складі добровольчих підрозділів, офіційних силових структур (ЗСУ, НГУ, ССО та інших). 10 липня 2016 року п'ятий президент України Петро Порошенко затвердив положення про проходження військової служби в ЗСУ іноземцями та особами без громадянства. 27 лютого 2022 року президент Володимир Зеленський оголосив про створення інтернаціонального легіону територіальної оборони України.

## Список загиблих бійців за країнами
Станом на 20 серпня 2025
| №      | Країна          | Кількість |
| ------ | --------------- | --------- |
| 1      | Колумбія        | 316       |
| 2      | США             | 93        |
| 3      | Грузія          | 88        |
| 4      | Білорусь        | 50        |
| 5      | Росія           | 47        |
| 6      | Велика Британія | 41        |
| 7      | Азербайджан     | 35        |
| 8      | Франція         | 29        |
| 9      | Бразилія        | 23        |
| 10     | Польща          | 20        |
| 11     | Німеччина       | 15        |
| 12     | Фінляндія       | 14        |
| 13     | Канада          | 13        |
| 14     | Швеція          | 13        |
| 15     | Італія          | 11        |
| 16     | Іспанія         | 10        |
| 17     | Перу            | 9         |
| 18     | Австралія       | 9         |
| 19     | Ізраїль         | 8         |
| 20     | Угорщина        | 7         |
| 21     | Ірландія        | 7         |
| 22     | Чехія           | 6         |
| 23     | Аргентина       | 5         |
| 24     | Шрі-Ланка       | 4         |
| 25     | Литва           | 4         |
| 26     | Нова Зеландія   | 4         |
| 27     | Естонія         | 4         |
| 28     | Норвегія        | 4         |
| 29     | Невідомо        | 3         |
| 30     | Данія           | 3         |
| 31     | Нідерланди      | 3         |
| 32     | Албанія         | 3         |
| 33     | Венесуела       | 3         |
| 34     | Туреччина       | 3         |
| 35     | Латвія          | 3         |
| 36     | Хорватія        | 3         |
| 37     | Португалія      | 3         |
| 38     | Греція          | 3         |
| 39     | Болгарія        | 3         |
| 40     | Мексика         | 3         |
| 41     | Вірменія        | 2         |
| 42     | Румунія         | 2         |
| 43     | Чилі            | 2         |
| 44     | Тайвань         | 2         |
| 45     | Ліван           | 2         |
| 46     | Японія          | 2         |
| 47     | Австрія         | 2         |
| 48     | Молдова         | 2         |
| 49     | Швейцарія       | 2         |
| 50     | Сербія          | 2         |
| 51     | Південна Корея  | 2         |
| 52     | Казахстан       | 1         |
| 53     | Таджикистан     | 1         |
| 54     | Сирія           | 1         |
| 55     | Коста-Рика      | 1         |
| 56     | Словаччина      | 1         |
| 57     | Узбекистан      | 1         |
| 58     | Китай           | 1         |
| 59     | Афганістан      | 1         |
| 60     | Шотландія       | 1         |
| 61     | ПАР             | 1         |
| 62     | Барбадос        | 1         |
| 63     | Філіппіни       | 1         |
| Всього | Всього          | 958       |

## Зниклі безвісти та в полоні
Муіджа Рауль потрапив в полон 14 квітня 2022 року в Маріуполі, подальша доля невідома, можливо закатований в російському полоні
 Дзюбейка Ян потрапив в полон в Лисичанську
 Дзягцей Сергій потрапив в полон в Лисичанську
 Abuelo зниклий беззвісти.
 Фернс Ейден зниклий безвісті в Новомихайлівці Донецької області.
 Lukáš Růžička зниклий безвісті
 Станом на 30 січня 2025 року більше 20 американців вважаються зниклими безвісти. 
 Естонський доброволець, який воював в Україні, зник безвісти
 27-річний Бруно Фарія з Браги зник безвісти